# Spectacolul spectacolelor (film din 1980)
Spectacolul spectacolelor este un film românesc din 1980 regizat de Ion Moscu. Rolurile principale au fost interpretate de actorii Amza Pellea, Anda Călugăreanu.

## Distribuție
Distribuția filmului este alcătuită din:
- Anda Călugăreanu — lectura comentariului

## Primire
Filmul a fost vizionat de 1.083.601 spectatori în cinematografele din România, după cum atestă o situație a numărului de spectatori înregistrat de filmele românești de la data premierei și până la data de 31 decembrie 2014 alcătuită de Centrul Național al Cinematografiei.